# Hermágoras González
Hermágoras González Polanco alias "El Gordito González" o "Armando González Apushana" (Maicao, 19 de octubre de 1959), es un narcotraficante colombiano, líder del Cartel de La Guajira, y responsable de los cargamentos de droga más grandes que pasan por Venezuela. Fue también miembro del Frente Contrainsurgencia Wayuú del Bloque Norte de las AUC. Estuvo envuelto en el Caso de los narcosobrinos. 
Junto a su socio, el narcotraficante Salomón Camacho Mora fue acusado por el gobierno de los Estados Unidos de enviar varias toneladas de cocaína desde Colombia y Venezuela, vía República Dominicana con destino a dicho país, incluyendo 9 toneladas del alcaloide entre los años 1999 y 2000. También fue acusado de proveer armas importadas del mercado negro euorpeo para las Autodefensas Unidas de Colombia (AUC), organización de la que también fue miembro.
González también tuvo vínculos con dirigentes políticos, militares y empresarios venezolanos que forman parte del Cartel de los Soles.

## Caso de los narcosobrinos
El cartel de La Guajira también fue prominente en el Caso de los narcosobrinos, en el que dos sobrinos de la primera dama venezolana Cilia Flores, esposa del dictador  Nicolás Maduro, llamados Efraín Antonio Campo Flores y Francisco Flores de Freitas, fueron arrestados por fuerzas de seguridad de la Administración para el Control de Drogas (DEA) estadounidense el 10 de noviembre de 2015 en Puerto Príncipe, Haití, después de que estos hubiesen tratado de transportar 800 kilogramos de cocaína a los Estados Unidos. Negocio el cual se había realizado con el Gocho González, lugarteniente de Hermagoras, enterandose luego que este era informante de la DEA.

## Captura
González fue capturado por funcionarios del gobierno bolivariano el 8 de marzo de 2008 en un operativo antidrogas.